# 何徽
何徽（?—954年），後周軍事人物。
早年是李重进的部下。深得郭威倚重。歷官虎捷左厢都指挥使、果州防御使，升任侍卫步军主将。何徽曾參與高平之戰，樊爱能先潰，冲散阵型，何徽見狀，與樊愛能南逃，造成東廂騎軍大亂，大軍投降。戰後，周世宗將樊愛能、何徽等七十餘名將校斬首，以正軍法。